# 60 параллель (журнал)
«60 параллель» – российский культурологический  и общественно-политический журнал. Подзаголовок – «журнал о культурной политике и гуманитарных практиках». Издавался в России, в г. Сургуте с 2004 по 2011 год.

## Журнал
В 2001 году в Сургуте прошёл гуманитарный "Форум городов 60 параллели". Идея форума состояла в объединении разнообразных гуманитарных инициатив северных городов, т.е. находящихся на 60 параллели северной широты. Для развития форума был создан информационный бюллетень, постепенно превратившейся в  самостоятельный журнал. Первый номер вышел в марте 2003 года, последний в декабре 2011 года. Периодичность 4 раза в год. 
Главный редактор – Юлия Неруш, дизайн обложки принадлежит Юрию Никичу и Саше Григоренко.
До 30-го номера включительно издание было двуязычным (на русском и английском языках), с 31 номера только русскоязычным. Распространялось по подписке. Содействовал работе журнала заместитель главы администрации Сургута (в тот период) Яков Черняк. Издатель – Автономная некоммерческая организация "Центр культурных инициатив Сургута”. Объем номеров - до 200 страниц. 
Целью журнала было исследование, описание и представление событий в сфере культуры, культурного менеджмента, а также образования и социальной политики в России и других северных (лежащих на 60 параллели) странах. В журнале выступали различные независимые эксперты, участники государственных и частных программ, Критическому анализу подвергалась государственная культурная политика и практики регионального развития.
Журнал сотрудничал с российским музейным движением, – с Ассоциацией "Открытый музей", Красноярской музейной биеналле, и постоянно публиковал репортажи о новых выставках, музейных проектах, конкурсах и так далее. Публиковались художественные произведения и фотографии, философские эссе. На сайте размещались объявления о новых конкурсах в сфере кульутры, музейных проектах, презентациях книг и т.д. 

### Авторы
Среди постоянных авторов – Татьяна Абанкина, Геннадий Вдовин, Екатерина Гандрабура, Ника Гаркалина, Олег Генисаретский, Вячеслав Глазычев, Ана Глинская, Сергей Зуев, Владимир Каганский, Михаил Немцев, Ирина Октябрьская,Александр Раппапорт, Ефим Резван. Философ и культуролог Олег Генисаретский консультировал журнал и фактически играл роль его научного руководителя.

### Темы номеров 2008-2011
2008 № 1 (28) – "Путешествия и путешественники"
2008 № 2  (29) – "Университет"
2008 № 3  (30) – "Театр"
2008 № 4 (31) – "Города"
2009 № 1 (32) –  "Молодёжь"
2009 № 2 (33) – "Профессионализм"
2009 № 3 (34) – "Интернет"
2009 № 4 (35) – "Советское в постсоветском"
2010 №1 (36) – "Места памяти и памятники"
2010 №2 (37) – "Род и родовые отношения"
2010 №3 (38) – "Новое краеведение"
2010 №4 (39) – "Народная культура"
2011 №1 (40) – "Доверие и интерес"
2011 №2 (41) – "Быть сообща"
2011 №3 (42) – "Общественная самоорганизация"
2011 №4 (43) – "Жизнестойкость"

## Завершение издания
В 2011 году издание журнала было прекращено по общему решению редакции. Коллекция избранных публикаций за всё время существования журнала опубликована в сборнике «В масштабах собственной жизни» (редакторы-составители Ю. Б. Неруш и  Н. И. Никифорова).
Сайт журнала www.journal.60parallel.org в настоящее время не функционирует, но доступен для просмотра в интернет-архиве (Wayback Machine).